# Brujadelphis ankylorostris
Brujadelphis ankylorostris es la única especie  del género monotípico extinto Brujadelphis de cetáceos parecidos a delfines de río de ubicación familiar incierta de la época del Mioceno tardío ( serravaliano ) del actual Perú. La especie recuperada de la Formación Pisco.